# Trastorn obsessivocompulsiu
El trastorn obsessivocompulsiu (TOC) és un trastorn pertanyent al grup dels trastorns d'ansietat (com l'agorafòbia, la fòbia social, etc.). Aquesta ansietat és provocada per uns pensaments indesitjats.
Considerat fins fa alguns anys com una malaltia psiquiàtrica rara, que no responia al tractament, actualment és reconegut com un problema comú que afecta el 2% de la població, és a dir, més de 100 milions de persones en el món.
El descobriment que alguns fàrmacs són eficaços en el tractament del TOC ha canviat el punt de vista que es tenia d'aquesta malaltia. Avui dia no solament hi ha teràpies eficaces, sinó que també hi ha una gran activitat investigadora sobre les causes que produeixen aquesta malaltia i una recerca de nous tractaments. Una persona amb TOC s'adona que té un problema. Normalment, els seus familiars i amics també se n'adonen. Els pacients solen sentir-se culpables de la seva conducta anormal i els seus familiars poden empipar-se amb ells perquè no són capaços de controlar les seves compulsions. Altres vegades, en el seu desig d'ajudar-los, poden aparentar que els símptomes no existeixen, justificar-los o, fins i tot, col·laborar en els seus rituals (acció que es considera contraproduent). Els símptomes i la importància que implica el TOC poden presentar-se a qualsevol edat a partir dels 6 anys i poden produir una important discapacitat: l'OMS l'inclou entre les 20 primeres malalties discapacitants amb una prevalença del 0,8% en els adults i del 0,25% en nens i adolescents, i entre les 5 malalties psiquiàtriques més discapacitants. Les persones que pateixen TOC no són malalts mentals per se, i han de ser tractats amb la màxima ètica professional.

## Definició
El TOC és una síndrome psiquiàtrica, pertanyent al grup dels trastorns d'ansietat, caracteritzada per: 
- Obsessions: són idees, pensaments, imatges o impulsos recurrents i persistents que són egodistònics, és a dir, que no són experimentats com produïts voluntàriament, sinó més aviat com pensaments que envaeixen la consciència i que són viscuts com repugnants o sense sentit. El malalt fa intents per ignorar-los o suprimir-los, de vegades sense aconseguir-ho. Per exemple: pensaments freqüents de violència i por de ferir persones properes.
- Compulsions: són conductes repetitives i aparentment finalistes, que es realitzen segons determinades regles de forma estereotipada. La conducta no és un fi en si mateix, sinó que està dissenyada per produir o evitar algun esdeveniment o situació futura. No obstant això, o bé l'activitat no es troba connectada de forma realista amb el que es pretén impedir o provocar, o bé pot ser clarament excessiva. L'acte es realitza amb una sensació de compulsió subjectiva juntament amb un desig de resistir a la compulsió, almenys inicialment. En general, l'individu reconeix la falta de sentit de la conducta (alguna cosa que no sempre ocorre en nens petits) i no obté plaer en portar a terme aquesta activitat, encara que li procuri un alleujament de la seva tensió. En les persones que sofreixen aquest tipus de trastorn, el pensament apareix dominat per una idea intrusiva o seqüència d'idees, que busquen apagar amb comportaments rituals, gairebé sempre molt capritxosos. Són plenament conscients del seu trastorn, que és viscut com un malestar i pot estar associat a un sentiment de culpa o de vergonya. Per exemple: és possible que la persona s'obsessioni pels gèrmens o la brutícia, per la qual cosa es rentarà les mans una vegada i una altra, o sentir-se ple de dubtes i amb la necessitat de verificar les coses repetides vegades; o pot passar-se molt de temps tocant o comptant objectes o sentint-se preocupat per l'ordre o la simetria.

Així:
- Les obsessions i les compulsions: són una font significativa de malestar per a l'individu o interfereixen en el seu funcionament social.
- No ha de confondre's amb els trastorns fòbics.
- El TOC estadísticament és igual de freqüent en homes que en dones.

## Tipus de TOC
Dintre del TOC es poden diferenciar com a més comuns: 
- Rentadors i netejadors: són persones a les quals corquen obsessions relacionades amb la contaminació a través de determinats objectes o situacions.
- Verificadors: són persones que inspeccionen de manera excessiva amb el propòsit d'evitar que ocorri una determinada catàstrofe.
- Repetidors: són aquells individus que s'obstinen en l'execució d'accions repetitives.
- Ordenadors: són persones que exigeixen que les coses que els envolten estiguin disposades d'acord amb determinades pautes rígides, incloent-hi distribucions simètriques.
- Acumuladors: col·leccionen objectes insignificants, dels quals no poden desprendre's.
- Ritualitzadors mentals: acostumen a apel·lar a pensaments o imatges repetitius, anomenats compulsions mentals, amb l'objectiu de contrarestar la seva ansietat provocadora d'idees o imatges, que constitueixen les obsessions.
- Numerals: busquen sentit als nombres que els envolten sumant-los, restant-los o canviant-los, fins que obtenen un nombre significatiu per a ells.
- Turmentats i obsessius purs: experimenten pensaments negatius reiterats, que resulten incontrolables i bastant pertorbadors. No obstant això, a diferència dels qui sofreixen els altres tipus de TOC, no es lliuren a comportaments reiteratius de tipus físic, sinó a processos reiteratius únicament mentals.
- Sexuals: pensaments sexuals recurrents que abracen totes les particularitats i conductes sexuals, com idees infundades sobre tenir disfuncions sexuals o no ser apetible.
- Orientació sexual: és el Trastorn Obsessiu Compulsiu que es refereix específicament a dubtes, idees fixes i compulsions sobre l'homosexualitat.

Algunes investigacions han suggerit que el trastorn per excoriació pot ser entès com un tipus de trastorn obsessiu-compulsiu (TOC) de repetició. El trastorn de l'excoriació i el TOC són similars, ja que tots dos comporten una "repetició de conductes amb un control disminuït" que, a més, generalment disminueixen l'ansietat.

## Causes dels símptomes del TOC
Diverses teories suggereixen una base biològica per al trastorn i actualment una sèrie d'estudis està explorant aquesta possibilitat. La Tomografia d'Emissió Transaxial de Positró (T.I.T.P.) i altres tècniques de representació del cervell han suggerit que hi pot haver algunes anormalitats en el lòbul frontal i en els ganglis basals que influeixen en els símptomes del TOC. Meta-anàlisis recents dels estudis que han comparat persones amb TOC i controls sans han trobat que les persones amb TOC presenten un augment bilateral del volum de substància grisa en els nuclis lenticulars, estenent-se als nuclis caudats, mentre que una disminució del volum de substància grisa en els girs frontal medial dorsal/cingulat anterior bilaterals. Aquestes troballes contrasten amb les de les persones amb altres trastorns d'ansietat, que presenten una disminució (en comptes d'augment) bilateral del volum de substància grisa en els nuclis lenticulars / caudats, mentre que també una disminució del volum de substància grisa en els girs frontal medial dorsal/cingulat anterior bilaterals. Altres estudis sembla que indiquen que poden estar implicades anormalitats en certs neurotransmissors (els missatgers del cervell). Un és la serotonina, que es creu que ajuda a regular la disposició d'ànim, l'agressió i la impulsivitat. També és l'encarregat de manar la informació d'una neurona a una altra, procés que sembla que és "alentit" en les persones amb TOC. Les neurones que responen a la serotonina es troben en tot el cervell, però especialment en els lòbuls frontals i en els ganglis basals. La concentració cerebral de serotonina és més gran en els homes que en les dones. Això fa que els psicofàrmacs (com un Inhibidor de la recaptació de serotonina, ISRS) actuïn millor en ells. Uns darrers estudis revelen que, encara que el nivell de serotonina sigui més gran en els homes, no queda reflectit en el T.O.C, ja que la incidència d'aquest trastorn no s'ha analitzat correctament sota les bases del IIS.
A part de creure que pot ser per un desequilibri dels nivells de serotonina (és a dir, compost químic que va vinculat amb els estats d'ànim i les emocions), també es pensa que podria ser genètic o ser causat per situacions estressants.

## Tractaments del TOC
Les investigacions clíniques i els experiments que es porten a terme han generat informació que ha afavorit l'ús de tractaments tant farmacològics com cognitiu-conductuals que poden beneficiar a la persona amb TOC A un pacient li pot afavorir significativament una teràpia conductista (generalment aquells en els quals predominen les compulsions), mentre que un altre pot beneficiar-se de la farmacoteràpia (normalment receptada a pacients en els quals predomina un trastorn obsessiu incapacitant). Uns altres poden usar tant medicació com teràpia conductista. També hi ha qui pot començar amb medicació per guanyar control sobre els seus símptomes i llavors continuar amb teràpia conductista. El tipus de teràpia l'ha de decidir el psiquiatre o psicòleg clínic que diagnostiqui el trastorn, en qualsevol cas.
Pel tractament del TOC el que també va bé, a part de prendre medicaments receptats pel metge o anar teràpies parlades o psicoteràpies, és portar un registre dels pensaments on escrius tot allò que penses diàriament. També s'han donat casos de persones que no han necessitat res d'això.

### Farmacoteràpia
Diverses proves clíniques han demostrat que aquells medicaments que afecten la serotonina (neurotransmissor) poden reduir significativament els símptomes del TOC. El primer d'aquests psicofàrmacs, específicament aprovat per al seu ús en el tractament del TOC, va ser l'antidepressiu tricíclic clomipramina (Anafranil*). Els psicofàrmacs de segona generació, que són els utilitzats avui dia, són els ISRS. Alguns d'aquests fàrmacs són la fluoxetina, la fluvoxamina i la paroxetina. Un altre que ha estat estudiat en proves clíniques controlades és la sertralina. Estudis extensos han demostrat que aquests medicaments afavoreixen, almenys lleugerament, gairebé el 80% dels pacients. I, en més de la meitat dels casos, la medicació alleuja els símptomes del TOC en disminuir la freqüència i la intensitat de les obsessions i compulsions. La millorança en general comporta dues setmanes o més.
Si un pacient no respon bé a un d'aquests medicaments, o té efectes secundaris inacceptables, un altre ISRS pot donar una resposta millor. S'estan fent investigacions sobre l'ús d'un ISRS com el medicament principal i d'un d'una altra varietat de medicaments com un augmentador per a pacients que només són parcialment sensibles als ISRS. La medicació és útil en el control dels símptomes del TOC però sovint, si es deixa el medicament, sobrevé una recaiguda. De fet, encara quan els símptomes han disminuït, la majoria de les persones necessitarà medicar-se indefinidament, potser amb una dosi menor.

### Tractament psicològic

#### Teràpia d'IPR i teràpia cognitivoconductual
Un mètode específic psicològic anomenat Exposició i Prevenció de Resposta (IPR) és efectiu per a moltes persones amb TOC, especialment en aquelles amb rituals conductistes. Mitjançant aquest mètode el pacient s'enfronta, deliberadament o voluntàriament, a l'objecte o idea temuda, ja sigui directament o amb la imaginació. Al mateix temps, el pacient és encoratjat a evitar els seus rituals amb suport i mitjans proveïts pel terapeuta, i possiblement per uns altres que el pacient recluti per a assistir-li. Per exemple, un pacient que es renta les mans compulsivament pot ser encoratjat a tocar un objecte que creu que està contaminat i després la persona és instada a evitar rentar-se-les durant diverses hores fins que l'ansietat provocada s'hagi reduït en gran part (l'ansietat baixa amb el pas del temps, encara que el pacient cregui el contrari). El tractament es comença per una compulsió que provoqui poca ansietat en el pacient, i una vegada superada aquesta, es passa a la següent, i així pas per pas, guiat per l'habilitat del pacient a tolerar l'ansietat i controlar els rituals. A mesura que progressa el tractament, la majoria dels pacients gradualment senten menys ansietat causada pels pensaments obsessius i poden resistir els impulsos compulsius. Els estudis realitzats i la pràctica diària demostren que la IPR és una teràpia molt reeixida per a la majoria dels pacients que la completen. Per tal que el tractament sigui reeixit, és important que el terapeuta estigui totalment capacitat per a dirigir aquest tipus específic de teràpia. També és útil que el pacient estigui molt motivat i tingui una actitud positiva i determinada. Els efectes positius de la IPR perduren una vegada que el tractament ha acabat. Un estudi realitzat en 1996 va indicar que de més de 300 pacients amb TOC que van ser tractats amb IPR, un 76% encara mostrava un alleugeriment significatiu en el lapse comprès entre els 3 mesos i els 6 anys posteriors al tractament (Foa i Kozak, 1996). Un altre estudi va trobar que incorporar components de prevenció de recaiguda en el programa de tractament, juntament amb sessions de seguiment després de teràpia intensiva, contribueix al manteniment de la millorança (Hiss, Foa i Kozak, 1994). Una vegada que s'hagi avançat en la IPR, se sol passar a la Teràpia cognitivoconductual, també molt efectiva per a aquest trastorn. Aquesta teràpia fa èmfasi a canviar les creences i esquemes de pensament del malalt de TOC. La recerca contínua de causes, juntament amb investigacions sobre el tractament, promet produir encara més esperances per a persones amb TOC i les seves famílies.

#### Psicoterapia cognitiva
Les obsessions són pensaments, fantasies o impulsos intrusius que tenen a veure amb estar en perill o ser agressiu. Altres cops són sensacions que fan pensar que alguna cosa "dolenta" ha de passar o que el malestar no s'acabarà mai. En qualsevol cas, quan apareixen en la ment, el pacient tracta de donar-los una explicació, d'evitar-les o d'anul·lar-les seguint algun procediment que les calmi (ho anomenem compulsions).
La teràpia cognitiva parteix de la idea que els pensaments, fantasies o impulsos que envaeixen la ment no són el problema en si mateix, ja que tothom els experimenta en algun moment, especialment quan s'està tens per algun motiu. El problema apareix quan el pacient valora com a perillosa l'aparició d'aquests fenòmens en la seva ment i se sent responsable del que pugui passar, moment en el qual tracta de fer alguna cosa que li permeti sentir-se segur i no responsable que passi.
Mitjançant experiments que el terapeuta dissenya per al pacient, es posen a prova idees destructives sobre el poder dels pensaments, la culpa, la recerca de seguretat absoluta, la tendència al catastrofisme, el perfeccionisme, l'autocàstig i la intolerància al malestar. Això permet que el pacient no reaccioni a l'angoixa d'abans, aconseguint que les obsessions i les compulsions vagin desapareixent progressivament.

#### Teràpia d'orientació psicoanalítica
Una psicoteràpia psicoanalítica és una opció per a tractar el TOC, tot i que l'evidència a favor seu és limitada i les teràpies cognitives i conductuals són les que avui dia estan més recomanades. Aquesta ha de fer èmfasi a indagar l'origen per mitjà d'associacions pròpies del pacient de les seves obsessions i compulsions. Freud va tenir un cas emblemàtic d'un pacient que va cridar de "Neurosi Obsessiva", denominat L'home de les rates. En aquest cas es veia que les seves compulsions i obsessions tenien elements que es repetien inconscientment des de l'homofonia de paraules o de situacions relacionades a la història familiar de l'individu. La mirada psicoanalítica és una forma interessant d'entendre aquest trastorn. Encara que el terapeuta ha de mantenir un bon enquadrament per a evitar que interpretacions precipitades puguin induir en el pacient una conducta obsessiva que miri de buscar l'origen del problema mitjançant associacions forçades per part del terapeuta, generant una mena d'"associacionisme obsessivocompulsiu".

### Cirurgia

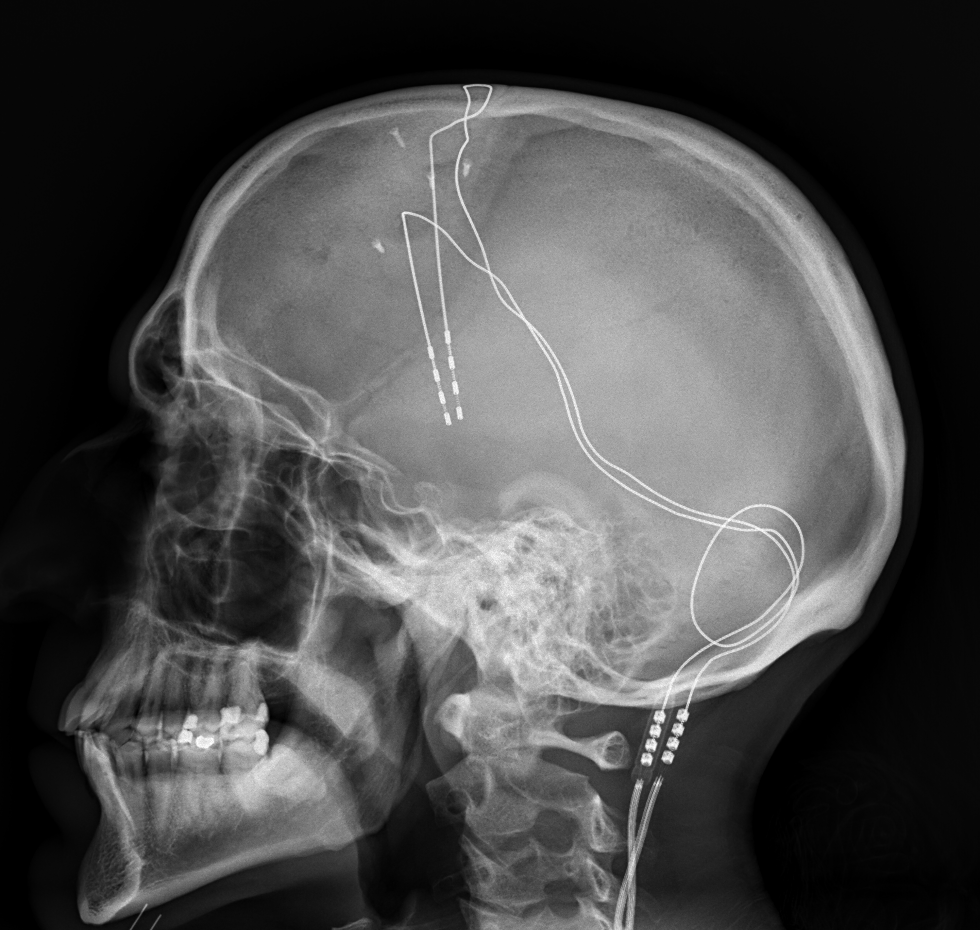
Radiografia lateral del crani mostrant els elèctrodes en estimulació cerebral profunda, per un pacient amb TOC

La cirurgia es pot utilitzar com a últim recurs en persones que no milloren amb altres tractaments. En aquest procediment, es fa una lesió quirúrgica en una zona del cervell (la circumvolució del cíngol). En un estudi, el 30% dels participants es van beneficiar significativament d'aquest procediment. L'estimulació cerebral profunda i l'estimulació del nervi vague són possibles opcions quirúrgiques que no requereixen la destrucció de teixit cerebral. Tanmateix, com que l'estimulació cerebral profunda provoca un canvi tan immediat i intens, les persones poden experimentar reptes d'identitat després. Als Estats Units, la Food and Drug Administration va aprovar l'estimulació cerebral profunda per al tractament del TOC sota una exempció d'efectivitat demostrada, que requereix que el procediment es realitzi només en un hospital amb qualificacions especials per fer-ho.